# Strano interludio (film)
Strano interludio (Strange Interlude) è un film drammatico statunitense del 1932 diretto da Robert Z. Leonard.
Il film è basato sull'omonima opera teatrale di Eugene Gladstone O'Neill del 1928.